# Goulds trogon
De Goulds trogon (Trogon caligatus) is een vogel uit de familie Trogonidae. De Nederlandse naam verwijst naar de Britse ornitholoog John Gould die deze soort in 1838 voor het eerst geldig heeft beschreven.  

## Verspreiding en leefgebied
Deze soort komt voor van oostelijk Mexico tot noordwestelijk Zuid-Amerika en telt drie ondersoorten:
- T. c. sallaei: van zuidelijk Mexico tot Costa Rica.
- T. c. concinnus: van Panama via westelijk Colombia tot westelijk Ecuador en noordwestelijk Peru.
- T. c. caligatus: noordelijk Colombia en westelijk Venezuela.

## Status
De Goulds trogon komt niet als aparte soort voor op de lijst van het IUCN, maar is daar een ondersoort van de Guyanatrogon (T. violaceus sallaei/concinnus/caligatus).